# Леонард Скерський

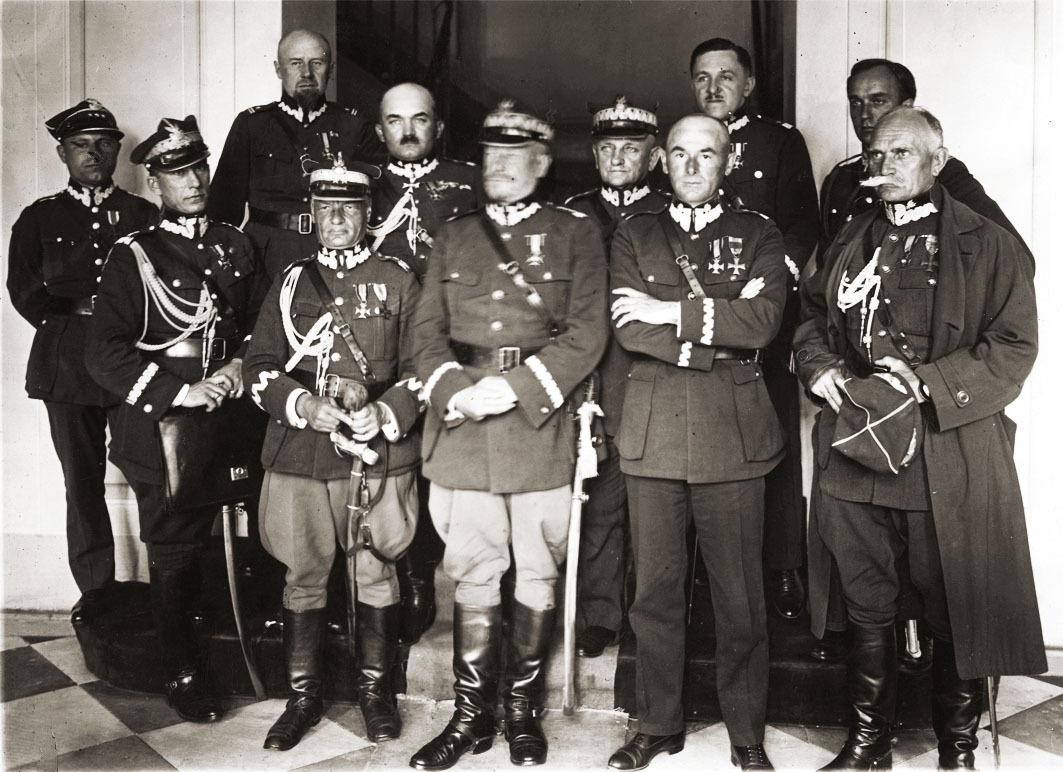
Конференція армійських інспекторів у Варшаві, початок 1926 року. Перший ряд зліва: ген. Мечислав Норвід-Нойгебауер, ген. Ян Ромер, ген. Люціан Желіговський, ген. Едвард Шмігли-Ридз, ген. Олександр Осінський. Другий ряд зліва: Н.Н., майор Олександр Пристор, генерал Юзеф Рибак, ген. Леонард Скірський, ген. Тадеуш Піскор, полковник Тадеуш Каспшицький

Леонард Казімєж  Скірський (нар . 26 квітня 1866 р. Стопниця, Царство Польське, Російська Імперія пом. весна 1940 р.  Харків, УРСР, СРСР ) — генерал-майор Армії Російської імперії та генерал-майор Війська Польського, жертва Катинського розстрілу .

## Автобіографія
Леонард Казімєж Скерський народився 26 квітня 1866 року в місті Стопниця в старовинній дворянській родині гербу Пухала , кальвіністської (євангельської реформи) конфесії, в сім'ї Генрика Скерського та Гелени, уродженої Хассман. Його молодший брат Стефан Скерський (1873–1948) був пастором і багаторічним суперінтендантом (єпископом) Євангельської реформатської церкви .

Відвідував чоловічу урядову гімназію в місті Кельці  . У зв’язку з євангельською релігією на нього не поширювалося імперське обмеження служби в царській армії поляків католицького віросповідання, вступив до армії добровільно. Закінчив Воронезький кадетський корпус і Михайлівське артилерійське училище в Санкт-Петербурзі в 1887 році. Звання офіцера отримав у 1888 році в 3-й гвардійській артилерійській бригаді. У 1906 році отримав звання полковника артилерії.

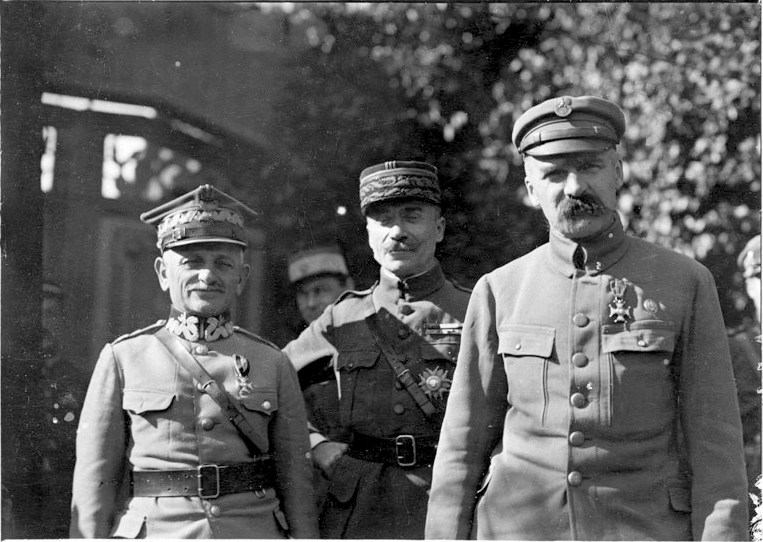
ген. Леонард Скірський, ген. Пол Генріс і маршал Юзеф Пілсудський, серпень 1920 року

На початку Першої світової війни командував 2-м ескадроном 3-ї гвардійської артилерійської бригади. 11 лютого 1915 року присвоєно звання генерал-майора зі старшинством 29 вересня 1914 року. З 10 березня 1915 командував сьомою артилерійською бригадою. Потім був начальником штабу 21-го армійського корпусу. 28 квітня 1917 року став інспектором артилерії п'ятого армійського корпусу. На початку Лютневої революції 1917 р. організував Асоціацію польських вояків у 5-му корпусі з наміром створити 4-й польський корпус у Росії. Був заарештований більшовиками, але зумів втекти в Україну, де приєднався до Другого польського корпусу в Росії, під керівництвом генерала Евгеніуша де Хенінг-Міхаеліса. Після роззброєння корпусу австро-угорською армією, Скерський уникав арешту і воював на боці «білого руху».
15 травня 1919 р. призначений командиром сьомої піхотної дивізії , а 20 травня 1919 р. офіційно прийнятий до Війська Польського із затвердженням звання генерал-лейтенанта та старшинства 29 вересня 1914 р.   25 липня 1919 р. звільнений з дійсної служби і зарахований до 1-го запасу. 26 серпня 1919 року був відкликаний на діючу службу до Війська Польського і призначений до армії генерала Галлера  . Випускник 4 курсу Центру артилерійських досліджень у Варшаві.
У 1920 році, під польсько-радянської війни, під час переслідувань, які розпочалися біля столиці після Варшавської битви, командував четвертою армією . Очолюване ним оперативне з'єднання та 2-а армія ген. Едварда Ридз-Смігли, 25 вересня вони захопили Гродно і розгромили більшовицькі війська в його районі. Це закріпило успіх операції на Німані  .
20 вересня 1920 року було затверджено звання 1 квітня 1920 р. генерал-лейтенанта «в артилерії з групи б. Східний корпус і колишня російська армія»  .
28 лютого 1921 було затверджено звання 1 квітня 1920 року у званням генерал-лейтенанта «в артилерії з групи б. Східний корпус і колишня російська армія»  . 3 травня 1922 р. завірений у званні генерал-майора зі старшинством 1 червня 1919 р. в генеральському корпусі  .
Під час Травневого перевороту перейшов на бік Юзефа Пілсудського, заарештованого прихильниками уряду. Звільнений, а потім облюбований командою Пілсудського. Серед іншого він був:
- командиром сьомої піхотної дивізії V - VII 1919 р. у Сілезькому повстанні,
- командиром 1- ї польської стрілецької дивізії VII - IX армії Галлера 1919 р., воював на Волині,
- командиром 13-ї піхотної дивізії, вересень-грудень 1919 р.
- командиром 4-ї стрілецької дивізії, грудень 1919 - травень 1920, участь у Київській операції,
- Командувачем Оперативної групи V-VII 1920 р. у польсько-більшовицькій війні ,
- Командувачем VII армією 4 1920 – лютий 1921, участь у Варшавській битві та контратаці Війська Польського у польсько-радянській війні, 4-а армія в боях досягла обл. Случ на Волині. Він був нагороджений Virtuti Militari другого класу.
- Армійським інспектором № ІІІ у Торуні, лютий 1921 – жовтень 1926 р.
- армійським інспектором у Варшаві, жовтень 1926 — грудень 1931.

31.12.1931 вийшов у відставку  .
Після виходу на пенсію оселився у Варшаві. Був активним в об’єднаннях Євангельської реформатської церкви в Польщі. У 1936 р. обраний головою церковного Синоду. Під час агресії СРСР проти Польщі 17 вересня 1939 р. гостював із дружиною Наталією та полковником. Раймунд Бжозовський з генералом Станіславом Соллогубом-Довойно в маєтку Зіолово Кобринського повіту   . 20 вересня ген. Соллогуб-Довойно був розстріляний співробітником НКВС на очах у родини, а ген. Скірський був заарештований, як він стояв, не дозволяючи забрати пальто, а потім ув’язнений у в’язниці НКВС у Кобрині   . 15 жовтня 1939 р. його перевезли до табору в Старобельську, а потім, у 1940 р., вбили в штабі НКВС у Харкові .
Ймовірно, генерал Леонард Скерський був найстарішим польським військовополоненим, убитим під час Катинської різанини.
Похований на Польському військовому кладовищі в Харкові  .

## Вшанування пам'яті

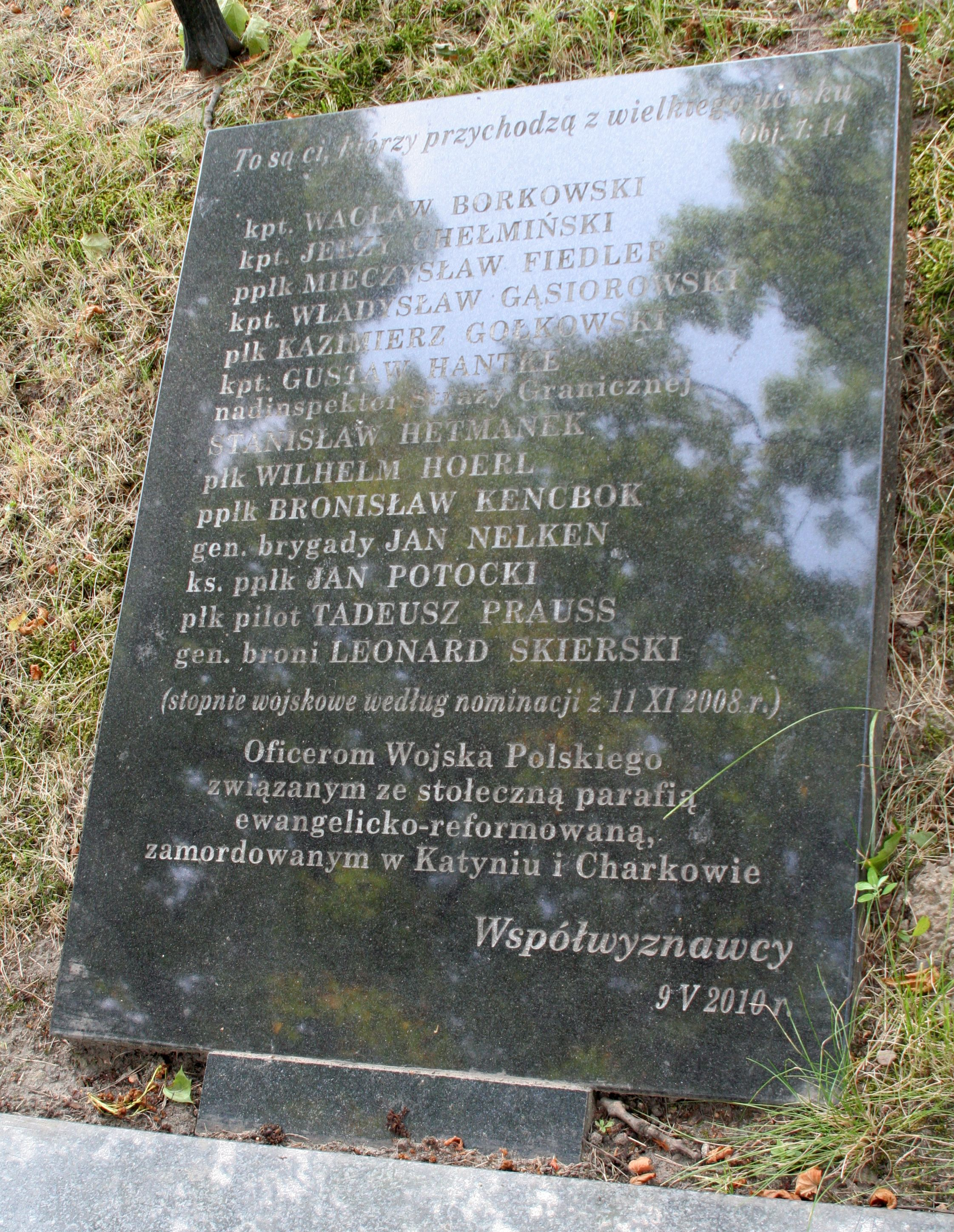
Дошка пам’яті офіцерів Війська Польського, замордованих у Катині та Харкові. Серед них і Генерал Леонард Скерский. Євангельсько-реформатський цвинтар у Варшаві

Указом Леха Качинського, президента Республіки Польща від 5 жовтня 2007 р. № 112-48-07 Леонарду Скерському було посмертно присвоєно звання генерал-лейтенанта  . Акція була оголошена уВаршаві 9 листопада 2007 року під час церемонії «Пам’ятаємо Катинь – вшануймо пам’ять Героїв».
15 серпня 2014 року, до 94-ї річниці чуда на Віслі, на кладовищі полеглих у Варшавській битві в Оссуві було відкрито меморіальну дошку в пам’ять восьми командирів польських частин, які брали участь у бойових діях, які у 1940 році стали жертвами бойових дій. Катинська різанина; генерал-майор Станіслав Галлер, генерал-майор Генрик Мінкевич, генерал-майор. Леонард Скірський, бригадний генерал Броніслав Богатеревич, бригадний генерал Казімєж Орлик-Лукоский, бригадний генерал Мечислав Сморавінський, кол. Стефан Косецький, підполковник Вільгельм Каспшикевич   .

## Особисте життя
З 1908 р. був одружений з Наталією Горинь православного віросповідання. У них не було дітей, однак Леонард усиновив її сина від першого шлюбу Валеріана (1909 р.н.) 

## Нагороди
- Командорський хрест ордена Virtuti Militari [20] [19]
- Срібний хрест ордена Virtuti Militari № 81 (1921) [19] [21]
- Великий оркестр ордену «Відродження Польщі» (10 листопада 1938 р.) [22]
- Командорський хрест із зіркою ордену "Відродження Польщі" (7 листопада 1925) [23]
- Командорський хрест ордена Restituta Polonia (2 травня 1923 р.) [24]
- Хрест Хоробрих (чотири рази, вперше в 1921 р.) [25] [19]
- Золотий Хрест Заслуги (17 березня 1930 р.) [19] [26]
- Пам'ятна медаль учаснику війни 1918-1921 рр. [20]
- Почесний знак Польського Червоного Хреста 1 ступеня [20]
- Пам'ятний знак Генерального інспектора Збройних Сил (12 травня 1936 р.)
- Пам'ятний знак 37-го піхотного полку Ленчицького краю (1931) [27]
- Орден св. Станіслава  2 клас (1904, Росія)
- Орден св. Анни 2 клас (1906, Росія)
- Орден св. Володимира з мечами 3-го класу (двічі: у 1913 р. і 3 січня 1915 р., Росія)
- Орден св. Станіслава з мечами 1-го класу (30 квітня 1915 р., Росія)
- Орден св. Володимира з мечами 2-го класу (26.03.1916 р., Росія)
- Орден Почесного легіону 3 ступеня (1921, Франція) [19] [20] [28]
- Орден Почесного легіону 2 ступеня (Франція) [20]
- Орден св. Сави I клас (1926, Югославія) [20] [29]
- Орден св. Сави II клас (Югославія) [20]
- Орден Білого Лева 2 ступеня (1926, Чехословаччина) [20] [30]

## Зовнішні посилання
- Скерский Леонард-Вильгельм Генрихович, Файл проекту «Armia Rosyjska w Wielkiej Wojne». [Архівовано 24 вересня 2015 у Wayback Machine.]
- Скерський Леонард Генріхович. Біографія (російською)